# Dusičnan draselný
Dusičnan draselný (KNO3), archaicky ledek draselný, nebo také salnytr (někdy sanytr, nebo sa(l)nitr) draselný, je draselná sůl kyseliny dusičné. Používá se jako dusíkaté hnojivo, stejně jako další dusičnany. Vzhledem k jeho povaze silného oxidačního činidla je součástí mnoha pyrotechnických výrobků jako např. střelného prachu nebo dýmovnic. Při jeho rozpouštění ve vodě dochází k silnému ochlazení roztoku (ΔHrozp = 345,1 kJ·mol−1). Vlhké směsi dusičnanu draselného s hliníkem nebo hořčíkem jsou samozápalné.

## Výroba
Dusičnan draselný lze připravit z dusičnanu sodného tzv. konverzí. Laboratorně je možné ho vyrábět neutralizací hydroxidu draselného kyselinou dusičnou dle následující rovnice:
KOH + HNO3 → KNO3 + H2O

## Potravinářství
V potravinářství se označuje kódem E252 a řadí se mezi konzervanty. Využívá se při výrobě masných a rybích výrobků a sýrů. Do jídelníčku se tento minerál dostává hlavně vodou a konzumací zeleniny. Dusičnany nejsou příliš toxické, ale v těle se mohou přeměňovat na jedovatější dusitany, které mohou dále reagovat a tvořit karcinogenní látky (nitrosaminy). V ČR je povoleno používat dusičnan draselný v konzervách, tvrdých a polotvrdých sýrech, sledích, šprotech apod.

### Rychlosůl
Dříve se hojně využíval ve směsi s NaCl jako „rychlosůl“, která sloužila k nakládání masa do slaného láku (nejdříve „za sucha“, po týdnu až dvou na týden s vodou) před uzením. Nyní se používá spíše v malých výrobnách a domácím použití. Jeho využití směřuje např. k potlačení otrav botulotoxinem.

## Ostatní
Obrovská sanytrová halda je k vidění na Langweilově modelu Prahy zhruba v místech dnešního Alšova nábřeží (před Rudolfinem).